# Haugesund
Haugesund város és község (norvégul: kommune) Norvégia délnyugati Vestlandet földrajzi régiójában, Rogaland megyében.

## Földrajz

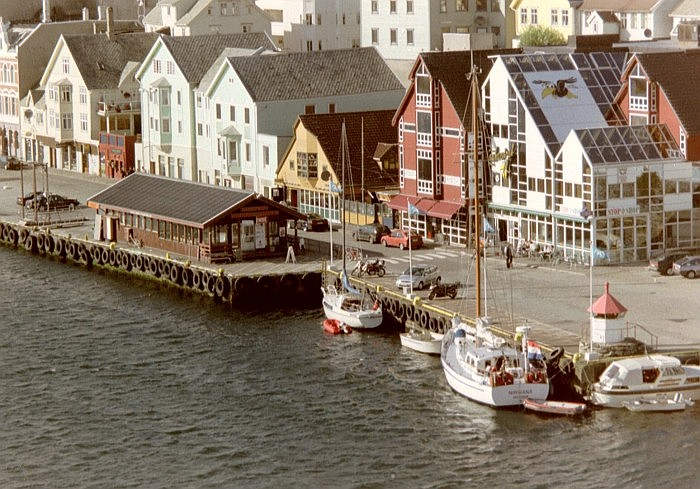
Haugesundi városrészlet a Risøy-hídról.

A község területe 73 km², népessége 33 665 (2009. január 1.). Haugesund agglomerációjában 2007-es adatok szerint 41 183-an éltek ( 31 140-en Haugesundban és 10 043-an a szomszédos Karmøy községben). Haugesund régió, Norvégia statisztikai városrégióinak egyike, magába foglalja  Karmøyt, Tysvært, Sveiót és Boknt is. 2004-es adatok szerint 83 309 embernek adott otthont.

## Történelem
Haugesund város és község 1855-ben jött létre, amikor kivált Torvastad községből (utóbbi ma Karmøy része). 1958. január 1-jén egyesítették Haugesunddal Skåre községet.
A város egy védett szoroson keresztülfutó, stratégiailag fontos tengeri útvonal közelében fekszik. Bár maga Haugesund viszonylag új, a vidék történelmi: Széphajú Harald király (850 k. - 933 k.) a mai városhoz közeli Avaldsnes szigeten élt.

## Gazdaság
A város létrejöttekor parti vizeiben nagy mennyiségben fogták a heringet, ami segítette a város fejlődését. A heringkorszaknak már rég vége, Haugesund gazdasága az utóbbi évtizedekben az olajipar köré koncentrálódott. Olajfúrótornyokat is építenek itt, amiket világszerte exportálnak.

## Kultúra
Haugesund regionális kulturális központ.

## Testvérvárosok
- Søllerød, Dánia[7]
- Ystad, Svédország[7]
- Ekenäs, Finnország[7]

## Híres személyek
- Isabell Herlovsen (1988–) női válogatott labdarúgó
- Karina Sævik (1996–) női válogatott labdarúgó